# Le Plessis-Grimoult
Le Plessis-Grimoult era una comuna francesa situada en el departamento de Calvados, de la región de Normandía, que el 1 de enero de 2017 pasó a ser una comuna delegada de la comuna nueva de Les Monts-d'Aunay al fusionarse con las comunas de Aunay-sur-Odon, Bauquay, Campandré-Valcongrain, Danvou-la-Ferrière, Ondefontaine y Roucamps.

## Demografía
| Gráfica de evolución demográfica de Le Plessis-Grimoult entre 1800 y 2014 |
|                                                                           |

Los datos demográficos contemplados en este gráfico de la comuna de Le Plessis-Grimoult se han cogido de 1800 a 1999 de la página francesa EHESS/Cassini, y los demás datos de la página del INSEE.